# أسلم بن عبد العزيز الأموي
أبو الجعد أسلم بن عبد العزيز بن هشام بن خالد الأموي قاضي قرطبة، وأحد فقهاء المالكية في الأندلس.
يُعد أسلم بن عبد العزيز من قضاة قرطبة وصدور رجالها، وكثيرًا ما كان الناصر لدين الله يستخلفه في سطح القصر، إِذا خرج في سبيل الغزو، ثقة منه بعلمه ودينه وحزمه. كان نبيلًا كبير الشأن، رحل فسمع من يونس بن عبد الأعلى، والمزني، وصحب بقي بن مخلد فترة من الزمن.

## وفاته
توفي أسلم في شهر رجب سنة 319 هـ.